# Rhagio tristis
Rhagio tristis är en tvåvingeart som först beskrevs av Theodor Emil Schummel 1837.  Rhagio tristis ingår i släktet Rhagio och familjen snäppflugor. Inga underarter finns listade i Catalogue of Life.